# Adolf Rettelbusch

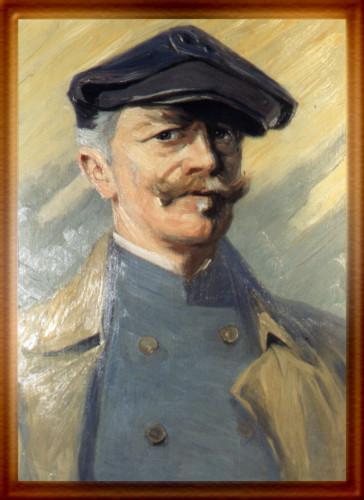
Adolf Rettelbusch, Selbstbildnis (Öl auf Pappe), 1925

Johann Adolf Rettelbusch (* 15. Dezember 1858 in Kammerforst; † 8. Januar 1934 in Magdeburg) war ein deutscher Maler. Er trägt den Beinamen Brockenmaler.

## Leben und Wirken
Rettelbusch wurde als achtes Kind einer Gastwirtsfamilie geboren. Er besuchte von 1865 bis 1873 die Dorfschule, dann bis 1878 die Realschule in Nordhausen und ging anschließend nach Weimar an die Großherzogliche Kunstschule. Zu seinen Lehrern gehörten Theodor Hagen und Alexander Struys. Er widmete sich vor allem der Landschaftsmalerei. Nachdem er aus finanziellen Gründen das Studium abbrechen musste, legte er in Berlin 1880 und 1881 bei Karl Gussow an der Königlichen Akademie der Künste ein Zeichenlehrerexamen ab.
Trotzdem blieb er arbeitslos. Für zwei Jahre kehrte er nach Kammerforst zurück und versah Gelegenheitsarbeiten. Ab 1883 absolvierte er an der Unterrichtsanstalt des Kunstgewerbemuseums Berlin, finanziert durch ein großzügiges Stipendium, bei Max Friedrich Koch, Ernst Ewald und Ernst Johann Schaller eine Ausbildung in Landschafts-, Porträt- und dekorativer Malerei. Er erhielt diverse Auszeichnungen.

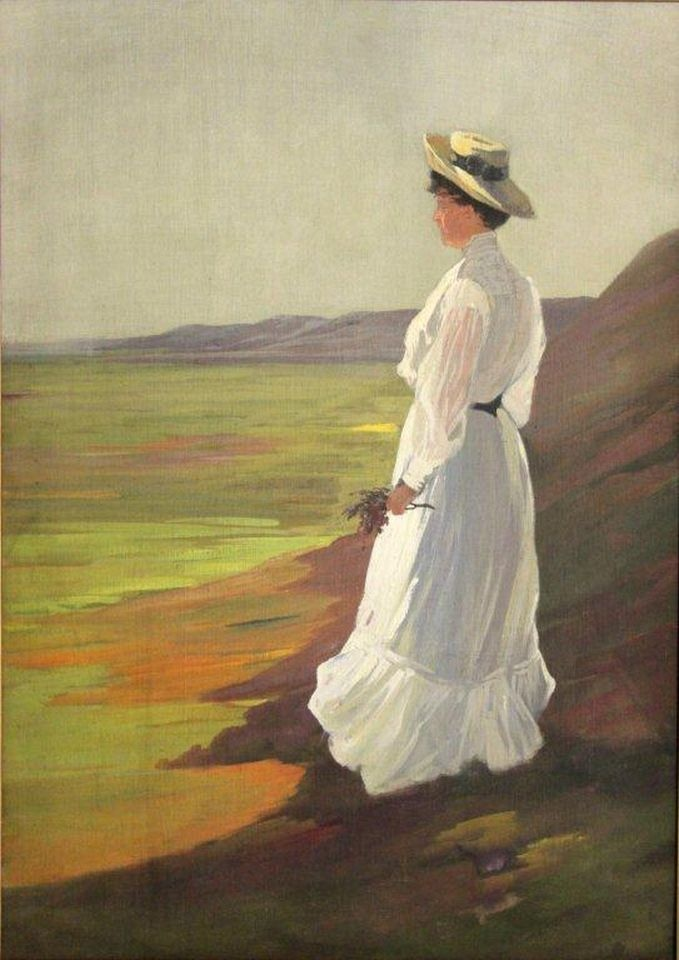
Dame mit weißem Kleid

1886 und 1887 unternahm Adolf Rettelbusch eine Studienreise nach Italien. Seine dort gefertigten Zeichnungen und Aquarelle führten zu einem Angebot des Preuß. Ministeriums für Handel und Gewerbe an Rettelbusch, eine Stelle als Lehrer für dekorative und allgemeine Malerei an der Kunstgewerbe- und Handwerkerschule Magdeburg zu übernehmen. Rettelbusch willigte ein und wurde 1887 Lehrer und später stellvertretender Rektor der mit reformierten Studienprogramm unter Eduard Spieß neu eröffneten Schule. Kurzzeitig hatte Rettelbusch im Jahr 1892 kommissarisch die Leitung der Schule inne. 1906 wurde Rettelbusch zum Professor ernannt; er blieb bis zu seiner Emeritierung 1924 an dieser Schule.
Rettelbusch engagierte sich im kulturellen Leben der Stadt Magdeburg. Er gründete 1893 den Künstlerverein St. Lukas, den er über lange Jahre leitete. 1912 gehörte er zu den Mitbegründern des Künstlervereins Börde. Lange arbeitete er auch im Vorstand des Kunstvereins Magdeburg. Außerdem war er Mitglied der Freimaurerloge „Ferdinand zur Glückseligkeit“.

## Künstlerisches Schaffen

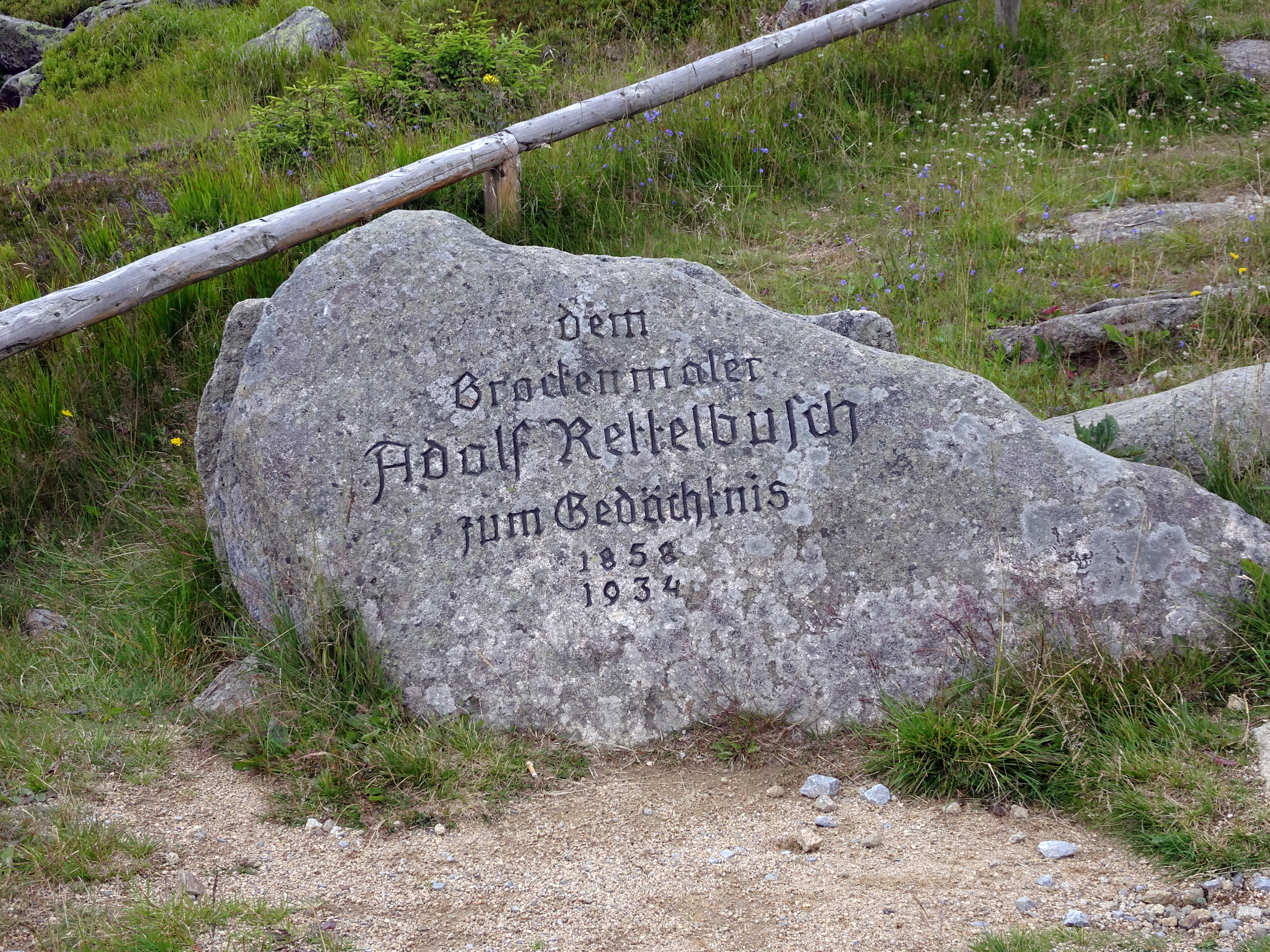
Gedenkstein auf dem Brocken

Um 1925 hatte sich Adolf Rettelbusch den Ruf als wichtigster Landschaftsmaler Mitteldeutschlands erworben. Ein besonderer Schwerpunkt seiner Arbeit galt hierbei, seit einer Brockenbesteigung 1887, dem Harz und dem Brocken. Dies trug ihm den Namen Brockenmaler ein.
Rettelbusch schuf jedoch auch diverse Innenraumgestaltungen in Kirchen, Gaststätten, Schlössern und Gutshäusern in Magdeburg und Umgebung. Er beherrschte die gesamte Palette der Maltechniken. Während er anfangs vor allem die Aquarelltechnik nutzte, wandte er sich dann der Temperamalerei und später der Ölkreidezeichnung zu. Ab etwa 1914 begann er mit der Pastellmalerei und entwickelte sich zu einem der besten Pastellmaler seiner Zeit.
Er schuf Porträts, Pflanzenstudien, Bilder aus der Landwirtschaft, aber auch aus der Industrie (Krupp-Gruson-Werk). Viele Werke entstanden auf Auslandsreisen (z. B. Italien 1886/87, Spanien 1893, auf der Nordlandfahrt 1909, in den Alpen 1914). Weitere Werke behandeln den Ersten Weltkrieg.

## Ehrungen
1928 wurde er zum Ehrenbürger von Kammerforst ernannt. Die Stadt Magdeburg benannte ihm zu Ehren eine Straße (Rettelbuschweg) im Stadtteil Ottersleben.

## Werke
- Gemälde in der und Gedenkstein an der Kirche von Kammerforst
- Es entstanden ca. 4000 größere Arbeiten. Zu einem Teil befinden sich diese im Kulturhistorischen Museum Magdeburg. Mehrere hundert sind in Privatbesitz.
- Illustrationen in der 1926 erschienenen Publikation Das Brockenbuch
- Viele Werke hängen auch im Rennstieg-Hotel Rettelbusch in Kammerforst, das noch heute im Familienbesitz ist.